# San José Tlautla
San José Tlautla är en ort i Mexiko.   Den ligger i kommunen Huejotzingo och delstaten Puebla, i den sydöstra delen av landet, 80 km öster om huvudstaden Mexico City. San José Tlautla ligger 2 239 meter över havet och antalet invånare är 277.
Terrängen runt San José Tlautla är platt åt nordost, men åt sydväst är den kuperad. Terrängen runt San José Tlautla sluttar österut. Runt San José Tlautla är det tätbefolkat, med 286 invånare per kvadratkilometer. Närmaste större samhälle är Cholula, 12,0 km sydost om San José Tlautla. Trakten runt San José Tlautla består till största delen av jordbruksmark.